# Кшижани
Кшижани (пол. Krzyżany, нім. Steinwalde) — село в Польщі, у гміні Рин Гіжицького повіту Вармінсько-Мазурського воєводства.
Населення — 62 особи (2011).
У 1975-1998 роках село належало до Сувальського воєводства.

## Демографія
Демографічна структура станом на 31 березня 2011 року:
|          | Загалом | Допрацездатний вік | Працездатний вік | Постпрацездатний вік |
| -------- | ------- | ------------------ | ---------------- | -------------------- |
| Чоловіки | 33      | 6                  | 25               | 2                    |
| Жінки    | 29      | 3                  | 16               | 10                   |
| Разом    | 62      | 9                  | 41               | 12                   |